# Nick Castle
Nicholas Charles "Nick" Castle, Jr., född 21 september 1947 i Kingsport i Tennessee, är en amerikansk manusförfattare, filmregissör och skådespelare. Han är mest känd för att ha spelat Michael Myers i Alla helgons blodiga natt, regisserad av hans vän John Carpenter. Castle skrev också manuset till Flykten från New York med Carpenter.

## Filmografi i urval
- 1974 – Dark Star (ej krediterad roll)
- 1978 – Alla helgons blodiga natt (roll)
- 1981 – Flykten från New York (manus)
- 1984 – The Last Starfighter (regi)
- 1986 – Erics hemlighet (manus, regi och roll)
- 1989 – Tap (manus och regi)
- 1991 – Hook (synopsis)
- 1993 – Dennis (regi)
- 1995 – Major Payne (regi)
- 1996 – Mr. Wrong (regi)
- 2001 – Välkommet till livet (regi)
- 2007 – August Rush (manus)
- 2018 – Halloween (roll)